# Tolisso (Côte d'Ivoire)
Pour les articles homonymes, voir Tolisso.
Tolisso  est une localité rurale au nord de la Côte d'Ivoire dans la région du Poro. Le village de Tolisso est administrativement lié au département de Dikodougou. 